# 新安街道 (牡丹江市)
新安街道，是中华人民共和国黑龙江省牡丹江市东安区下辖的一个街道办事处。
2013年10月23日，黑龙江省民政厅批复同意将兴隆街道办事处所辖的江南村、兴隆村、乜河村、中乜河村、下乜河村、胜利村6个村和绿地、兴隆、兴隆二社区等3个社区划归新安街道办事处管辖。

## 行政区划
新安街道下辖以下地区：
柴市社区、牡丹社区、市政社区和花园社区。